# 盧港
盧港（Looe）是位於英國西南部康沃爾的一個漁港和民政教區。據2011年英國人口普查，盧港有人口5,280人。盧港現在主要的產業是旅遊業。